# Rodney Needham
Rodney Needham (15 de mayo de 1923 — 4 de diciembre de 2006) fue un antropólogo británico. Formado por profesores funcionalistas, Needham adquirió notabilidad por su papel como introductor de la teoría antropológica estructuralista de Claude Lévi-Strauss en los países de habla inglesa, al lado de otras personalidades como Edmund Leach.

## Biografía
Needham nació en Londres en 1923, donde fue educado en el colegio Haileybury. Cuando era joven participó en la Segunda Guerra Mundial al servicio del Ejército del Reino Unido, en el que alcanzó el grado de capitán. Antes de graduarse como antropólogo en el Colegio Merton (Universidad de Oxford) había estudiado chino en la Escuela de Estudios Orientales y Africanos de la ciudad de Londres. Su primer período de trabajo de campo lo realizó en Borneo entre 1951 y 1952. Al año siguiente comenzó un segundo periodo de trabajo de campo en Malasia, que duró dos años. En 1976 fue elegido para ocupar una silla como catedrático en el Instituto de Antropología Social de la Universidad de Oxford. Needham murió a la edad de 83 años en diciembre de 2006.

## Obra
Las aportaciones de Needham se concentran especialmente en el dominio de los estudios de parentesco. Tomó en consideración los análisis estructuralistas de la teoría de la alianza, cuyos preceptos defendió en el contexto de la revisión crítica de la antropología que tuvo lugar en la década de 1970. 
Paradójicamente, Needham alcanzó renombre cuando, intentando corregir ciertas ambigüedades y yerros del estructuralismo, terminó por poner en cuestión el fundamento de los estudios de parentesco. En efecto, Needham llamaba la atención a la impertinencia de conceptos como filiación o matrimonio, a las que consideró categorías permeadas por el etnocentrismo. En ese sentido, Needham juntó las críticas de David Schneider y Ernest Gellner a la gran influencia de las representaciones diádicas de los análisis de los antropólogos estructuralistas.
En otros asuntos, Needham tradujo obras poco conocidas en los países anglófonos, como la de Arnold van Gennep y la de Robert Hertz.